# 露·安德烈亚斯·莎乐美

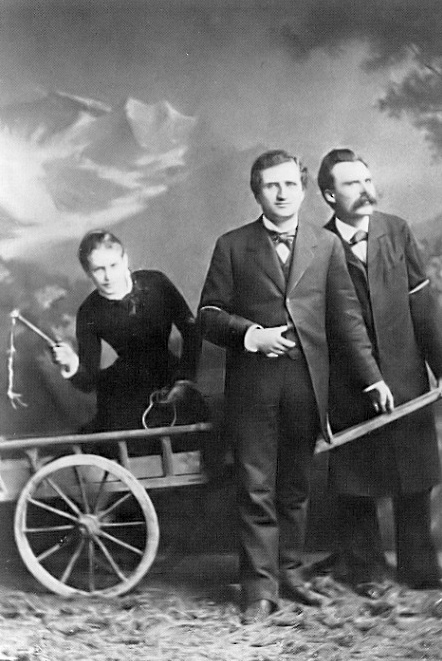
从左至右：莎乐美、保罗·雷、尼采（1882年）

露·安德烈亚斯·莎乐美（法語：Lou Andreas-Salomé，本名可能為  或 ，1861年2月12日—1937年2月5日）是一名生於俄罗斯的胡格諾派德裔法國心理分析家和作家。21岁在罗马结识尼采，24岁时发表小说处女作《为上帝而战》，並提出“一旦失去对上帝的信仰，人类将会怎样？”的问题。1897年，结识里尔克。50岁时认识弗洛伊德并成为其助手。